# Cộng hòa Nhân dân Campuchia
Cộng hòa Nhân dân Campuchia là một chính thể của Campuchia được thành lập tháng 1 năm 1979 trong chương trình cách mạng của Mặt trận Đoàn kết Dân tộc Cứu nước Campuchia (tiếng Anh: Kampuchean National United Front for National Salvation- KNUFNS; tiếng Khmer: រណសិរ្សសាមគ្គីសង្គ្រោះជាតិកម្ពុជា) thành lập ngày 2 tháng 12 năm 1978 trong một vùng giải phóng từ Khmer Đỏ. Chính thể này tồn tại cho đến năm 1989.

## Xung đột giữa chính quyền Khmer Đỏ và Việt Nam
Bắt nguồn từ Chiến tranh biên giới Tây - Nam là một loạt các chiến dịch quân sự do Việt Nam tiến hành nhằm trả đũa các hoạt động quân sự của quân Khmer Đỏ tấn công vào biên giới Việt Nam, giết chóc người dân Việt Nam và đốt phá làng mạc Việt Nam trong các năm 1975-1978. Sau các xung đột biên giới lẻ tẻ từ năm 1975 đến 1978, cuộc chiến thực sự bùng phát vào tháng 12 năm 1978 sau khi Trung Quốc hậu thuẫn và ủng hộ mạnh các phương tiện vũ khí cho chế độ Khmer Đỏ. Ngày 25 tháng 12 năm 1978, 150.000 quân Việt Nam dưới sự chỉ huy của tổng tư lệnh Lê Trọng Tấn, một viên tướng từng trải qua các cuộc chiến với Pháp và Mỹ, đã tiến vào lãnh thổ Campuchia. Hai tuần sau, ngày 7 tháng 1 năm 1979 quân Việt Nam đã tiến vào thủ đô Phnom Penh, họ đã thiết lập một chính quyền mới thân Việt Nam mà nòng cốt là lực lượng KNUFNS.

## Thành lập chính quyền mới
Ngày 5 tháng 1 năm 1979, 66 đại biểu Campuchia được triệu tập họp ở Mimot để bàn về việc thành lập một đảng cộng sản Campuchia mới. Đảng này lấy lại tên Đảng Nhân dân Cách mạng có từ thời 1951. Pen Sovann được đề cử giữ chức chủ tịch đảng. Những Ủy viên thường vụ của đảng gồm Hun Sen, Heng Samrin, Chea Sim, Bou Thang, Chan Kiri và Chia Soth.
Ngày 8 tháng 1 năm 1979, đài phát thanh Phnom Penh loan báo Phnom Penh đã được giải phóng bởi những lực lượng cách mạng và nhân dân Campuchia. Một Hội đồng cách mạng được thành lập do Heng Samrin làm chủ tịch, khoảng mười ngày sau, hội đồng này ký một hiệp ước với Việt Nam, hợp thức hoá sự hiện diện của quân đội Việt Nam trên đất Campuchia.
Tới mùa xuân 1981, hiến pháp mới của Campuchia được thông qua, sau đó là cuộc bầu cử toàn quốc để chọn ra 117 đại biểu quốc hội. Hun Sen được bầu làm Bộ trưởng Ngoại giao, Heng Samrin làm Chủ tịch nước, nước Cộng hòa Nhân dân Campuchia chính thức được thành lập. Ba sư đoàn mới được thành lập và đặt dưới Bộ Quốc phòng, nhưng an ninh vẫn được duy trì chủ yếu dựa vào sự hiện diện của 180.000 quân Việt Nam mà lực lượng chủ chốt là Quân đoàn 4 do tướng Lê Đức Anh chỉ huy. Tuy vậy chính quyền này chỉ được một số nước xã hội chủ nghĩa công nhận. Các nước phương Tây, Trung Quốc và khối ASEAN vẫn tiếp tục công nhận chính phủ của Pol Pot.

## Xây dựng lại đất nước
Chính phủ Cộng hòa Nhân dân Campuchia đã tiến hành xóa bỏ chế độ nông trại tập thể của chính quyền Khmer đỏ, phục hồi việc sử dụng tiền tệ và thương mại tư nhân, phục hồi nền nông nghiệp truyền thống. Tuy nhiên do những tàn tích từ chế độ cũ để lại nên xã hội vẫn đang bị xáo trộn, đầu thập niên 1980 Campuchia bị nạn đói, thiếu lương thực trầm trọng
Đến giữa những năm 1980, dưới sự điều hành của chính quyền mới, nền kinh tế truyền thống mới lấy lại được sự cân bằng, các cửa hàng và chợ búa hoạt động trở lại bình thường

Về quan hệ quốc tế, mặc dù chính quyền mới được một số quốc gia trong khối xã hội chủ nghĩa, trung lập như Ấn Độ công nhận và ủng hộ, nhưng vẫn không được thừa nhận ở các quốc gia phương Tây, ASEAN, Trung Quốc. Thậm chí ghế đại diện tại Liên Hợp Quốc vẫn được dành cho chính quyền đã sụp đổ là Khmer Đỏ

Căn cứ các lực lượng chống đối 1979-1984